# Ruta Estatal de Nevada 294
La Ruta Estatal de Nevada 294, y abreviada SR 294 (en inglés: Nevada State Route 294) es una carretera estatal estadounidense ubicada en el estado de Nevada. La carretera inicia en el Sur desde la SR 140 Frontera de condado Pershing/Humboldt hacia el Norte en la I 80  , SR 794   en Winnemucca. La carretera tiene una longitud de 14,2 km (8.845 mi).

## Mantenimiento
Al igual que las autopistas interestatales, y las rutas federales y el resto de carreteras estatales, la Ruta Estatal de Nevada 294 es administrada y mantenida por el Departamento de Transporte de Nevada por sus siglas en inglés Nevada DOT.

## Cruces
La Ruta Estatal de Nevada 294 es atravesada principalmente por la  SR 787     en Hanson Street.